# Арнолд III фон Зирк
Арнолд III фон Зирк † сл. 9 март 1280/сл. 1283) от благородническата фамилията фон Зирк, е господар на господството Зирк (на френски: Sierck-les-Bains) в Лотарингия.

## Произход
Той е син на Арнолд II фон Зирк († 1240) и съпругата му Беатрикс († сл. 1243). Внук е рицар Хайнрих фон Зирк († сл. 1204) и правнук на Арнолд I фон Зирк († сл. 1156). Потомък е на Хенрикус де Серико († сл. 1152).
Арнолд III фон Зирк е баща на Йохан фон Зирк († 1305), епископ на Утрехт (1291) и Тул (1296 – 1305), и дядо на Фридрих фон Зирк († 1322), епископ на Утрехт, и прапрадядо на Якоб фон Зирк († 1456), архиепископ и курфюрст на Трир (1439 – 1456).
Император Фридрих III издига господството Зирк през 1442 г. на имперско графство.

## Фамилия
Арнолд III фон Зирк се жени за Елза//Елизабет († сл. 1279) и има петима сина:
- Фридрих I фон Зирк († 29 юни 1319), господар на Зирк, женен I. за непозната, II. за Аделхайд фон Байон († сл. 1319)
- Йохан фон Зирк († 15 август 1305, Рим), електор на Трир (1289), епископ на Утрехт (1291), епископ на Тул (1296 – 1305)
- Петер фон Зирк († 1320), архдякон в Марзал, електор на Мец (1316)
- Конрад фон Зирк († сл. 1323), в Свещен орден в Мец
- Хайнрих фон Зирк († сл. 1311), капитулар в Трир (1282 – 1289)